# Tao's Adventure: Curse of the Demon Seal
Tao's Adventure: Curse of the Demon Seal est un jeu vidéo de rôle développé et édité par Konami, sorti en 2005 sur Nintendo DS.
Il fait suite à Azure Dreams.

## Système de jeu
Le gameplay consiste en l'escalade de la tour centrale de la ville dans laquelle se passe l'histoire, étage par étage.
Le rythme de déplacement comme de combat se déroule en tour par tour et le joueur doit tracer des symboles sur l'écran tactile de la console afin d'utiliser différents types de sorts (attaque, soin, téléportation...).
Il sera également accompagné d'un monstre nommé "Petcho" qui pourra être remplacé par un autre si le joueur trouve un œuf de monstre dans la tour et le fais éclore afin d'obtenir un nouveau monstre.

## Accueil
- Famitsu : 29/40[1]
- GameSpot : 6,1/10[2]
- IGN : 4/10[3]